# 山白鮭
山白鮭，為輻鰭魚綱鮭形目鮭科白鲑属的一種，分布於瑞士Thun湖，棲息深度在水深40至150公尺，體長可達25公分，可做為食用魚。